# La Traque (mini-série)
Pour les articles homonymes, voir La Traque.
La Traque est une mini-série en quatre épisodes de 52 minutes, réalisée en 1980 par Philippe Lefebvre d'après le roman du même nom de Jacques Derogy et diffusée à partir du 28 novembre 1980 sur Antenne 2.

## Synopsis
Après de très longues investigations, la police mettra fin à la carrière du mythique mais réel gang des Lyonnais qui agissait dans les années 1970.

## Distribution
- Bruno Cremer : Le commissaire Chenu
- Gérard Lanvin : Julien Ravel
- Albert Dray : Tangui (SRPJ Lyon)
- Jean-Pierre Bagot : Lemorvan (SRPJ Lyon)
- Jean Benguigui : Guérin (SRPJ Lyon)
- Jean-Pierre Castaldi : Lepage (SRPJ Lyon)
- Marc Chapiteau : Bontemps (SRPJ Lyon)
- André Rouyer : Duvivier (SRPJ Lyon)
- Daniel Russo : Denis (SRPJ Lyon)
- Jean Saudray : Quasimodo (SRPJ Lyon)
- Max Vialle : Hermier (SRPJ Lyon)
- Roland Bertin : Le Vigan (OCRB Paris)
- Jean-Pierre Sentier : Rognoni (OCRB Paris)
- François Perrot : Le Juge Bresson
- Rémy Carpentier : Bertrand Cavalier
- Maurice Illouz : Jacques "Coco" Adjemian
- Wladimir Ivanowski : Roland Beltoise
- Jean-Pierre Laurent : Ulysse Papas
- Victor Garrivier : Louis Pedretti
- Gérard Hérold : Nicolas "Nico" Muller
- André Thorent : Artois
- Violetta Sanchez : Colette Selzer
- Georges Trillat : Le frère de Ravel
- Jacques David : Commissaire Wloss
- Michel Fortin : Commissaire Brabant
- Hélène Vincent : La femme de Chenu
- Laurent Allais : Le fils de Chenu
- Jean-Marc Avocat : Le brigadier à Feyzin
- Georges Beauvilliers : Le Capitaine à Dôle
- Jean-Claude Bouillaud : Le Gendarme au téléphone
- Bernard Cazassus : L'adjudant à Dôle
- Robert Darmel : Le Garagiste de Dôle
- Pierre Koulak : L'indic au bistrot
- Isabelle Olivier-Lacamp : La belle compagne du Juge
- Charlie Nelson : Le voyou donneur à Lille
- Evelyne Cotton : La femme de Cavalier
- Eric Desmaretz : Le premier Dupont
- Joseph Falcucci : Le deuxième Dupont
- Serge Garcia : L'inspector
- Bernard Laïk : L'homme des Douanes
- Patrick Le Barz : Le douanier
- Michel Puterflam : Le brigadier autoroute
- Philippe Vacher : L'homme des RG
- François Viaur : L’encaisseur autoroute
- Josée Yanne : La femme d'Artois
- Margaret Bachard : 1re gamine à Brisenoix
- Edith Boillot : Fille hôtel Jeanne d'Arc
- André Chaumeau : Garçon de l'Equinoxe
- Ghislaine Planes : 2e gamine à Brisenoix
- Dominique Poulange : Femme de l'Equinoxe
- Jean Reney : Le Journaliste
- Tatiana Vialle : La serveuse à Dijon
- Marianne Derogy : La femme d'Adjemian
- Jacques Fraenkel : Berto
- Jacques Castaldo : Resp. PTT Chamonix
- Claire Chevauchez : La postière
- Robert Kechichian : Le frère de Papas
- Édith Loria : La journaliste
- Serge Pauthe : Parmelin
- Jaqueline Rouillard : La mère de Beltoise
- Gérard Surugue : Un Journaliste
- Fraçois Voisin : Gendarme à Antibes
- Jean Richard : Le commissaire Maigret à la TV
- François Cadet : L'inspecteur Lucas à la TV

## 30 ansaprès
Dans cette mini-série, Gérard Lanvin joue le rôle de Julien Ravel (Edmond Vidal en réalité). Trente ans après, il reprendra le rôle d'Edmond Vidal dans le film Les Lyonnais d'Olivier Marchal.

## Épisodes
1. Modus operandi
2. L'Association
3. La Surveillance
4. Le Démantèlement

## DVD
L'intégrale de la mini-série est sortie en DVD :
- La Traque, l'intégrale (Coffret 2 DVD-9) sorti le 4 novembre 2015 édité par Elephant Films et distribué par Sony Pictures Home Entertainment. Le ratio écran est en 1.33.1 4:3 en version française dolby digital 2.0 sans sous-titres. Il s'agit d'une édition toutes zones[1].

## Anecdote
Dans le 2e épisode, à 19'40", le personnage, interprété par Bruno Cremer (Commissaire Chenu), regarde en famille un épisode de la série "Les Enquêtes du commissaire Maigret" (1967-1990), interprétée par Jean Richard. Rôle que Bruno Cremer reprendra à la suite de Jean Richard, de 1991 à 2005.